# Зимний (Архангельская область)
Зи́мний — посёлок в Коношском районе Архангельской области. Входит в состав Ерцевского сельского поселения.

## География
Посёлок находится в юго-западной части Архангельской области, около озера Воже, на расстоянии приблизительно 65 км (по прямой) к юго-западу посёлка городского типа Коноша.

### Часовой пояс
Посёлок Зимний, как и вся Архангельская область, находится в часовой зоне МСК (московское время). Смещение применяемого времени относительно UTC составляет +3:00.

## История
Зимний — бывший посёлок в тюремной системе Каргопольлага. Ранее до него доходили пути Ерцевской железной дороги.

## Население
| 2002 | 2010 | 2012 |
| ---- | ---- | ---- |
| 0    | →0   | →0   |